# Galindo y Perahuy
Galindo y Perahuy és un municipi de la província de Salamanca a la comunitat autònoma de Castella i Lleó. Limita al Nord amb Carrascal de Barregas i Parada de Arriba, a l'Est amb Doñinos de Salamanca, al Sud amb Calzada de Don Diego i Barbadillo i a l'Oest amb Rollán.

## Demografia
| 1991 | 1996 | 2001 | 2004 |
| ---- | ---- | ---- | ---- |
| 160  | 242  | 397  | 494  |